# Sân bay quốc tế Triều Sán Yết Dương
Sân bay quốc tế Triều Sán Yết Dương (còn được gọi là Sân bay Triều Sán, tiếng Trung: 揭阳潮汕机场, Bính âm: Jiēyáng cháoshàn jīchǎng) (IATA: SWA, ICAO: ZGOW) là sân bay dân dụng phục vụ cho các thành phố Yết Dương, Sán Đầu, Triều Châu và các khu vực lân cận phía đông của tỉnh Quảng Đông, Trung Quốc. Nó nằm tại Yết Đông, Yết Dương, Quảng Đông. Nó là một phần của kế hoạch di dời từ Sân bay Sán Đầu, và địa điểm mới được lựa chọn nằm gần trung tâm của các đô thị Yết Dương, Sán Đầu, và Triều Châu. Sân bay được đưa vào phục vụ vào ngày 15 tháng 12 năm 2011, đồng thời với việc Sân bay Sán Đầu ngưng hoạt động.

## Lịch sử
Hoạt động giao thông hàng không trước đây được đảm nhiệm bởi Sân bay Sán Đầu, một sân bay cả về dân sự lẫn quân sự. Ngày 16 tháng 6 năm 2009, sân bay Triều Sán Yết Dương bắt đầu được khởi công xây dựng với số vốn đầu tư là 3,8 tỷ nhân dân tệ. Trong tháng 11 năm 2011, Bộ Bảo vệ Môi trường Trung Quốc tạm dừng việc xây dựng sân bay do tác động môi trường vượt quá so với mức được phê duyệt. Các nhà chức trách sân bay đã đệ trình một báo cáo tác động môi trường sửa đổi, và đã đạt được sự chấp thuận của Bộ. Sân bay sau đó được khánh thành vào ngày 15 tháng 12 năm 2011, khi tất cả các chuyến bay dân sự đã được chuyển từ sân bay cũ, còn sân bay Sán Đầu vẫn được sử dụng như một căn cứ không quân. Vào ngày 10 tháng 7 năm 2014, chính phủ Trung Quốc đã chính thức đưa Triều Sán Yết Dương trở thành sân bay quốc tế  sau khi đã điều hành một số chuyến bay quốc tế trong một thời gian trước đó. Điều này nhằm cho phép sân bay chính thức bắt đầu các chuyến bay quốc tế thường xuyên hơn.

## Trang bị
Sân bay có diện tích 55.000 mét vuông, 12 cầu máy bay  và nhà chờ chính được chia thành hai khu vực bay trong nước riêng, quốc tế riêng.

## Các hãng hàng không và điểm đến
| Hãng hàng không         | Các điểm đến |
| ----------------------- | --- |
| Air China               | Bắc Kinh, Thành Đô |
| China Eastern Airlines  | Hàng Châu, Côn Minh, Thượng Hải-Hồng Kiều, Vũ Hán, Chu San |
| China Express Airlines  | Trạm Giang |
| China Southern Airlines | Bắc Kinh, Trường Sa, Thành Đô, Quảng Châu, Quế Lâm, Quý Dương, Nam Kinh, Nam Ninh, Ninh Ba, Thượng Hải-Hồng Kiều, Thượng Hải-Phố Đông, Vũ Hán, Nghĩa Ô, Châu Hải |
| China Southern Airlines | Bangkok-Suvarnabhumi, Hồng Kông |
| Jetstar Asia Airways    | Singapore |
| Shanghai Airlines       | Thượng Hải-Hồng Kiều, Thượng Hải-Phố Đông |
| Sichuan Airlines        | Trùng Khánh |
| Spring Airlines         | Thượng Hải-Hồng Kiều |
| Tianjin Airlines        | Trường Sa, Hải Khẩu, Hàng Châu, Hợp Phì, Liễu Châu, Nam Kinh, Nam Ninh, Ôn Châu, Nghĩa Ô, Trạm Giang                                                             |